# クリー (マーベル・コミック)
クリー（Kree）は、マーベル・コミックによって出版されたアメリカン・コミックスに登場するに登場する架空のエイリアン種族である。彼らは大マゼラン雲の惑星“ハラ”を故郷とし、科学技術的に進歩した軍国主義社会を持つ。

## 出版履歴
クリーは1967年8月にジャック・カービーとスタン・リーによって創造された。初登場の『ファンタスティック・フォー』第65号において“スプリーム・インテリジェンス”の指示で地球にやってきたロナン・ジ・アキューザーは、前号でファンタスティック・フォーによって破壊された“クリー・セントリー”に何が起こったのかを調査した。
『Marvel Super-Heroes』Vol.1第12号では、地球にスパイとして送られたクリーの戦士マー・ベル/キャプテン・マーベル（初代）が、次の号では、現在のキャプテン・マーベルであるキャロル・ダンバースとヨン・ロッグがデビューした。
『アベンジャーズ』の第1号では、“クリー・スクラル・ウォー”が勃発し、クリーはアベンジャーズ、“インヒューマンズ”、ファンタスティック・フォーなど、他のヒーローチームを巻き込んで戦争を繰り広げた。
また、古代クリーが人体実験により、古代の地球人類の中から超能力を有するインヒューマンズの始祖を生み出したことが明かされ、クリーは最終的にインヒューマンズを放棄し、彼らは人類から遠く離れた独自の王国を築いた。『ミズ・マーベル』第18〜19号において、スプリーム・インテリジェンスはダンバースを人為的に利用するよう計画していた。
クリーとスクラルの対立は、『シルバーサーファー』第3号でも描写され、それからクリー・スクラル・ウォーの続編である『Operation Galactic Storm』においてクリー帝国は、“シャイアー帝国”と戦争中であり、この戦争では、“スターフォース”が初登場した。

## 生物学
純然なクリーは視覚や、いくつかの内臓を除いて地球人に酷似しているが、地球人よりも高い強度の肉体を持ち、快適に呼吸するためにより多くの窒素を必要とするため、重力と大気中の窒素濃度の両方が高いハラの環境特性に適応している。地球のような重力が高くない環境下では、その強度と速度などの身体能力が増加するものの、地球の大気中においては、人工生命維持装置を使わずに呼吸することはできない。
元来のクリーは青い肌を持つが、やがて地球の白人に似たピンクの肌を持つ2番目の人種が現れ、青い肌の「純然な」クリーは強力な少数派になった。
人間と同様、一部のクリーもさまざまな病気に苦しんでおり、そして、彼らは“ブラックエンド”と呼んでいる癌に罹ることが多い。
クリーは進化が停滞した種族だった。これは無名のクリーの人物が究極の幻影のクリスタルを支配しようとしたためであり、彼はそれを使って“フェニックス・フォース”のような力を持つ神の如き存在になろうとした。その罰として、クリスタルは「遺伝的に彼らの進化を凍結させ、他の創造物が彼らを通り過ぎる」ことを許した。さらに進化を遂げようと、一部のクリーは他の種族と交配し、ピンク色の肌のクリーを生み出した。このピンクのクリーは個体数では最終的に青い肌のクリーを上回ったが、同胞の間で受け入れられるには程遠かった。多くのピンクのクリーは母星から追放され、偏見と人種差別のために青い肌の同族たちによって不毛の月の強制労働キャンプに入れられた。クリーは自分たちの遺伝子の純潔を重んじるため、種族外での生殖を厳格なタブーとしている。クリー帝国では、他種族の男性がクリー人の女性を妊娠させることは犯罪としている。
クリーは、キャプテン・マーベル、ロナン・ジ・アキューザー、ミュートリアス、シャタラックス、コラス・ザ・パーサーなど、自然突然変異、遺伝子工学、またはサイボーグ技術を通じて、個々のスーパーヒューマノイドの存在を生み出しており、更にスプリーム・インテリジェンスは、『オペレーション: ギャラクティック・ストーム』と『ディスティニー・ウォー』の間に後述する一連の出来事を通し、クリーに大量の放射線を照射するように仕向けて彼らの進化の過程を早めさせようとした。その結果、“ルウル”と呼ばれるクリーの進化形が登場。灰色がかった肌色の皮膚を有しており、頭頂部には肩までの長さの触手がある。個体は異なる環境に適応するために意識的に肉体を "意志 "する能力を持っており、変態を可能にし、水中での呼吸、飛行、形態変化など、周囲の状況が必要とするあらゆる能力を自発的に発達させる。男性がその能力を持つようになったため、女性もその能力を失った。
後にクリーは、インヒューマンズの血を引く“ユニバーサル・インヒューマンズ”の最初の種族であることが明かされ、宇宙全体の多くの種族とは異なり、クリーは“セレスティアルズ”と“プロジェニターズ”によって交互に創られ、原始人から帝国建設者へと進化させられた。セレスティアルズがクリーを生み出し、“エターナルズ”を誕生させた一方で、宇宙の果て、孤独な星の中心部に住処を構えた万能の庭師であり宇宙科学者であるプロジェニターズは、“プリマゲン”と呼ばれる彼らの世界農場で採掘・加工する“プリマ・マテリア”を導入することで、クリーを今日のような宇宙の征服者へと強制的に進化させることができた。

## 文化
クリーは帝国主義的で軍国主義的な社会であり、唯一普及している宗教はスプリーム・インテリジェンスへの崇拝である。パマの神官のような少数派は平和主義的な“コタティ”宗教を実践しているが、これは禁じられている。一部の者は“ ユニバーサル・チャーチ・オブ・トゥルース”のメンバーである。
クリー帝国は大マゼラン星雲の北西葉（地球基準）にある1000近い世界に広がっており、他の銀河にも前哨基地を構えている。
高い人口と技術開発により、高度に都市化された帝国であるため、文明の起源である惑星ハラの地表の大部分は未来的な都市国家で覆われている、第二の首都である惑星クリーラールは「最も人口の多い世界」と説明されている。 。
クリー人の名前は通常短く、1音節か2音節である。姓と名の間はハイフンで区切られ、一般的に、クリー帝国民兵の将校の子供は即座に徴兵される。

### 人口
クリー帝国の人口はかつて30億人を超えていたが、ネガボム爆発の一件においてクリーは人口の98％を失ったと言われている。ピンク色の肌のクリーが多数派となったが、社会を支配しているのはロナンのような青い肌のクリーである。

### 政府
スプリーム・インテリジェンスの下、クリー帝国は軍事独裁政権であった。クリー帝国は一時的に君主制となり、アエル＝ダンとダー＝ベンのもとでは軍事独裁政権となった。
クリーの指導者には、スプリーム・インテリジェンス、ファールアップ、ネノーラ、ザレック、アエル＝ダンとダー＝ベン、フェ＝ドール、タスカット、モラグ、ロナン、そして最近ではインヒューマンズのブラッカガー・ボルタゴン/ブラックボルトがいる。
クリー族は100万年以上前、スクラル（当時は慈悲深い民族）から恒星間技術を獲得してから100年以内に帝国を築き上げた。当時のスクラルは、自由貿易を基盤とした銀河帝国を築こうとしており、野蛮な原住民が参加できるところまで前進するのを助けようとハラに上陸した。
クリーの起源はハラが正式な惑星であるが、一時期は“トゥルナル星系”にある惑星“クリー・ラー”がクリー帝国の首都であり、政府の所在地でもあった。クリー帝国は軍国主義的な独裁国家として統治されている。恒久的な支配者は、クリー族の偉大な知性が保存された頭脳がリンクされる巨大なコンピューター・システムのスプリーム・インテリジェンスである。これを補佐するのは、クリー・ラーにいる多数の帝国管理官であり、彼らは各加盟国の統治者でもある。彼らはまた、セントリーと呼ばれる強力なオートマトンを雇い、加盟国を帝国の監視下に置くことを仕事としている。
クリー帝国は後にブラック・ボルトとインヒューマン・ロイヤルファミリーによって統治された。ブラック・ボルトは、スプリームインテリジェンス亡き後のクリーの支配者であった ロナンが彼に服従した後に権力を得た。

### 言語
クリー語には様々なバージョンが存在する。

### 通貨
クリー族はクレディットを金銭として使用する。

### 技術
大マゼラン星雲に広がっているクリー帝国は、彼らは銀河系で唯一“オムニウェーブ・プロジェクター”という技術や、「負のオーラ」と呼ぶクローキング技術も保有している。
クリーの技術には高度なワープ・ドライブ宇宙船、“セントリー”や“デストラクトロイド”などを開発したロボット工学が含まれ、生体工学、サイバネティック技術、高度な遺伝子工学、“サイケ・マグニトロン”、エネルギー兵器（ユニビーム）、宇宙発電、核・反物質兵器、さらには次元連結・吸引装置までを作り上げたサイオニック技術など、プライム・マーベル・ユニバースにおける無数の現実の中でクリー技術は飛躍的に進歩した。
そんなクリーの発明の中には、有機物を破壊するロボット“ニュル・トロン”、死体を活性化する“ミム・ユニット”、遺伝子を強化する“サイケ・マグニトロン”など、非合法とされたものもある。
『アルティメット・マーベル』では、彼らは熱核から宇宙論的な力を武器と動力源の両方として利用できる、高度な遺伝子調整能力を持つナノ分子変身バトルアーマーを開発している。

## 歴史

### 古代
大昔、“プロジェニター”と呼ばれる強大なパワーを持つ存在がハラに到着し、“プリマ・マテリア”と呼ばれる物質を用いて、ハラの原住民たちを原始的な姿から進化させた。その惑星はやがて別の“ビーイング”の種族が訪れることになり、彼らによって原住民たちはまた実験を受けることになった。
100万年前、“スクラル”と呼ばれる平和的なエイリアン種族がハラに来訪。クリーともうひと組の原住民“コタティ”は、スクラルによる彼らの交易帝国への参加のための教育を受けることになった。
スクラルによってそれぞれの種族のメンバーを1年間、物資とともに遠くのプラネタロイドに連れて行き、最後に戻って各グループが作ったものを審査するというテストが提案されると、不毛の月に連れて行かれて美しい庭園を造ったコタティに対してクリーは、連れて行かれた地球の月に“ブルー・エリア”を築いた。
クリーのリーダーであるモラグは、一同をハラに返すために戻ってきたスクラルが両グループの功績を評価したものの、他のスクラルたちがコタティ族の成功により感銘を受けたことを目の当たりにした。これに激怒したクリーはコタティを一掃し、抗議するスクラルも殺害して彼らの宇宙船を奪取。そしてクリーは宇宙船のテクノロジーの解読に取り掛かった。

### クリー・スクラル・ウォー
スクラルの技術を手に入れたクリーは、大マゼラン星雲全域に行動範囲を拡大。クリーはスクラル帝国に攻撃を開始し、スクラルを再び戦争状態に追い込んだ。同時に、ハラのコタティは絶滅寸前まで追い込まれたが、クリーのほんの一握りの平和主義者がコタティの一団を匿い守り続けた。やがてこれらのクリーは、保護したコタティを崇拝し始め、さらに彼らを匿い安全に保つため、司祭たちは生き残ったコタティを宇宙各地に移した。数年後、かつてスクラルが“コズミック・キューブ”を創造したことを知ったクリーは、オーガニック・スーパーコンピューター“スプリーム・インテリジェンス”を設計し、このコンピュータが機能するようになると、コズミック・キューブの創造は危険すぎると判断し、科学評議会の要請を拒否した。戦争が始まると、クリーは天王星にステーションを設立した。その途中で地球の知覚生命体がセレスティアルズによって遺伝的な可能性を与えられていることを発見し、興味をそそられたクリーは地球の人間で実験を始めた。
彼らの目的は2つあった。自分たちの進化の停滞を回避する方法を調査することと、スクラルに対抗するための強力な兵士を造り出すことであった。しかし、スプリーム・インテリジェンスがこの実験をクリーの滅亡に繋がると予言したため、実験を放棄した。その予言を否定するため、スプリーム・インテリジェンスは実験責任者の科学者たちを殺害し、実験を浄化するために告発者軍団を召集するよう告発者ヒューランに命じた。しかし、スプリーム・インテリジェンスがデータパケットの完全なダウンロードに失敗したことで、“バドーン”、“ケンタウリ人”、“ダイア・レイス”、“キメリアン”、そして初期の人類は虐殺を免れた。
最終的に“インヒューマンズ”と呼ばれるようになった被験者の人間は、地球で独自の社会を形成していった。やがて“ファンタスティック・フォー”によって南太平洋の島に駐留していた監視ロボット“セントリー459”は覚醒させられ、ロナンも倒された。
戦争が長引くにつれ、スプリーム・インテリジェンスは政治的権力を増し、ついにはクリーの絶対的支配者に選ばれ、崇拝されるようになった。

#### 地球の戦地化
地球が戦略的な橋頭堡として重要であると明らかになると、“アベンジャーズ” もクリー・スクラル・ウォーに巻き込まれ、その間クリーはインヒューマンズとの文化的な繋がりを再構築し、同時に人類を「抹殺」しようと計画したが、クリーのヒーローであるマー・ベル/キャプテン・マーベルがアベンジャーズにこのことを明かして彼らと手を組んだことで、計画は阻止された。
戦争が激化し、地球の情勢がますます不安定になる中、スクラル偵察隊がマー・ベル、ピエトロ・マキシモフ/クイックシルバー、ワンダ・マキシモフ/スカーレット・ウィッチの拉致に成功し、さらにインヒューマンズの避難所を破壊しようとしたが、アベンジャーズの介入により失敗。
クリーは地球の破壊を目論むスクラル艦隊を阻止しようと艦隊を向けさせ、戦争の規模を理解し始めたアベンジャーズがスクラル旗艦への攻撃を開始し、艦隊を返り討ちにすることに成功した後、スプリーム・インテリジェンスは拉致したリック・ジョーンズのDNAを一時的に変化させて戦地に赴かせ、彼の「進化の潜在能力」を解放させると、クリーとスクラルの両軍の戦争は終結し、スプリーム・インテリジェンスが再びクリーを支配した。

### さらなるクリー・スクラル・ウォー
スクラルが擬態能力を失うと、クリーは彼らと新たな戦争を引き起こした。この最中、スプリーム・インテリジェンスはノリン・ラッド/シルバーサーファーによって無力化された。その後、クリーの高官を装ったスクラルのスパイであるネノラがクリー帝国を指揮し、彼女がスクラル女帝スィビルの手によって死亡したことで戦いは終結。クリー帝国の統治権は“クラムジー・フォールアップ”という名の異星人によって引き継がれたが、彼もすぐにクリー軍将校に暗殺された。そしてサノスの策略により、宇宙の生命体の半分が突然消滅すると、この事態にサノスが関与していることを知らないクリーとスクラルは互いを非難して一時的に戦いを再開したなど、第一次クリー・スクラル・ウォー終結後の数年間、スクラルとの敵対関係が続き、幾度となく武力衝突を繰り返した。

### クリー・シーアー・ウォー
スクラルとの衝突が終わって間もなく、クリーは“シーアー帝国”との戦争に巻き込まれることになった。この戦争はより短期間で、スクラルとスプリーム・インテリジェンスによって仕組まれたものだった。
アベンジャーズも紛争に巻き込まれると、地球からクリーの領土に迅速にアクセスするために彼らは、地球の太陽系にワームホールを開くが、強力なアーティファクトの“ネガ・ボム”をクリーの宇宙空間で爆発させるという一連の出来事を引き起こしてしまった。発生した爆発と放射性反応でクリー人の90％が死に、クリー帝国も壊滅させ、シーアーに降伏させた。後に明らかになったことだが、この爆弾の爆発は最終的にスプリーム・インテリジェンスがクリーの遺伝子開発を始動させる試みの一環として行ったものであった。人々の命を軽んじるこの無慈悲な行為に憤慨したアベンジャーズは、スプリーム・インテリジェンスを処刑した。その後、クリーの領土はシーアーによって併合され、シーアーの女王リランドラは妹のデスバードを領土の管理者に指名するが、彼女はこのポストを放棄した。

### ルウル
ネガ・ボムによる大量の放射線のため、残ったクリー族は徐々に進化を始め、更にスプリーム・インテリジェンスとフォーエバー・クリスタルの策略によって進化が加速され、“ルウル”という新しい種族に変貌・改名した。『Maximum Security』においてルウルは、自身らを「新しい」宇宙を支配する種族であるという口実のもと、一時的に地球の刑務所化を画策した。その計画は、クリーの出自と裏工作が明らかになったときに阻止されたが、彼らは秘密裏に艦隊を出撃させることができ、ハラをはじめとする多数のクリーの領土をシーアーから取り戻し、積極的な拡張作戦を開始した。しかし、マー・ベルの息子のジェニス・ベルが宇宙を破壊し再創造したことでルウルはクリー元来の姿に戻った。
『アベンジャーズ: ディスアセンブルド』ではクリーの兵士が登場し、地球を攻撃してアベンジャーズに追い払われた。

### アナイアレーション
『アナイアレーション』第2号では、商人のフィエロ家に指揮された多くのクリー兵が“ユナイテッド・フロント”に参加してアナイアレーション・ウェーブと戦っていたことが明らかにされている。スプリーム・インテリジェンスが滅びると、ロナンはフィエロ家を全滅させてクリー帝国の支配権を握った。

### アナイアレーション：コンクエスト
『アナイアレーション：コンクエスト』では、クリー帝国はファランクスとウルトロンによって同化され、クリーの支配宙域を他の宇宙から隔離するが、“ガーディアンズ・オブ・ギャラクシー”、ノヴァ、ウォーロック、ウォーロックの養子であるタイロによって阻止された。

### シークレット・インベージョン
地球に潜入していたクリーのエージェントがスクラルの“シークレット・インベージョン”を知って助けを呼ぶ前に殺されると、ノー＝ヴァーは地球をクリーの保護下に置くと宣言し、最終決戦に参加する。彼は惑星の住民と、攻撃中の彼の勇敢さを知ったクリーから英雄とみなされ、その末にスプリーム・インテリジェンスとの交信に成功し、地球の保護者の称号と地位を与えられ、特注のネガバンドを贈られた。

### 王たちの戦い
スクラル帝国へ攻撃してクリーラーに現れたインヒューマンズがクリー帝国の支配権を主張すると、シーアーの皇帝であるヴァルカンはクリーに宣戦布告し、ロナンとクリスタルの結婚式中に奇襲攻撃を仕掛けた。クリーは報復し、さまざまな王家の人々の行動を通して、クリーに好意を抱くように仕向けた。
前皇后リランドラの暗殺後、クリーは戦争を迅速かつ決定的に終結させるため、ブラックボルトの声を動力源とする“T-ボム”を発射する。爆弾がシーア領域で爆発した際、ブラックボルトと彼を攻撃したバルカンは死んだとみなされ、クリーは勝利とシーア帝国支配を主張した。

### 王の領域
メドゥーサは一時的にクリー帝国の唯一の支配者として奮闘する。ブラックボルトが死去したはずの直後にアッティランに戻るまで、四都市戦争ではクリーとインヒューマンズを率いて戦った。

### アベンジャーズ vs X-MEN
『アベンジャーズ vs X-MEN』では、最新の宿主を求めて地球に向かっている“フェニックス・フォース”の出現を受け、ノー＝ヴァーはクリー帝国のためにその力を捕らえるよう要求するスプリーム・インテリジェンスから連絡を受けた。しかし、プロテクターはチームを裏切り、任務の指示通りスプリーマーにエッセンスを渡した。
だが、クリーがフェニックスから地球を救うつもりがないことを知ったノーは、すぐにクリーを裏切り、アベンジャーズにフェニックスのエッセンスを返すと、その代わりノーは、クリーから容赦なく追われる身となる。しかし、アベンジャーズが彼を見つける前に、彼は爆弾を仕掛け、スプレマーのメイン・ハウジングとともに襲撃者たちを全滅させた。
クリーの階層に働きかけていた秘密集団は、後に“ムクラアン・クリスタル”とともにコズミック・パワーを使い、マー・ベルを復活させた。彼を指揮下に置いたキャロル・ダンバースとノーは、クリーを操るために使用された遺伝子操作放送の指揮下に入ることになる。彼らはシークレット・アベンジャーズを敵に回し、フェニックスが到着すると、彼らの何人かに公開処刑を命じた。
後に不祥事を起こしたマー・ベルの子孫は、フェニックスを地球からハラへと引き離そうと捨て身のアクションを起こした。しかしこの計画は、最終的に失敗に終わった。

### インフィニティ
『インフィニティ』において、ロナンとスプリーム・インテリジェンスは銀河評議会のメンバーとして登場し、彼らはクリー帝国を代表している。ビルダーズとの戦いとサノスとの戦いの余波で、スプリーム・インテリジェンスはロナンとクリー軍を恩赦することができた。

## その他のバージョン

### 『ガーディアンズ・オブ・ギャラクシー』
“アース691”においてヴィラングループ“フォース”のメンバーが“エイト・ファイブ”の名で活動している。

### 『ハウス・オブ・M』
『ハウス・オブ・M』においては、ジェニス・ヴェルがクリー大使として登場。“ジェノーシャ”のマグナス家に客員として滞在していた。

### 『MC2』
『MC2』には、人間とクリー族のハイブリッドである“アース・セントリー”が登場する。

### 『アルティメット・マーベル』
ミニシリーズ『Ultimate Secret』によって『アルティメット・マーベル』に、アルティメット・クリーが登場。褐色がかったヒューマノイドで、緑色に光る目を持ち、地球のものと同等の大気を呼吸するが、外科的な改造なしでは英語を話すことができない。彼らはスプリーム・インテリジェンスに言及しているが、それはまだ示されておらず、ハラと呼ばれる存在を崇拝したり、その教えに従っている者もいる。ハラは仏陀に匹敵する歴史上の人物で、神ではないと主張しながらも生命の維持を説いていた。
アルティメット・キャプテン・マーベル（マール・ヴェール）は地球上のクリーのスパイであり、外科手術によって人間の容姿に改造され、防御用のサイバネティック・インプラント兵器も備えており、地球を守ることを決意したマール・ヴェールは、ヨン・ルッグやロナンと対立した。

### 『Hulk: The End』
『Hulk: The End』では、エイリアンのロボットが地球最後の人類である年老いたブルース・バナーに、人類の死は宇宙中で広く祝われており、スクラルとクリーは祝いの席で和解していたと告げる。

### 『Ruins』
『Ruins』では、マー・ベル率いるクリー艦隊が地球を侵略しようとしていた際、シルバーサーファーの遺体を発見し、そのコズミックパワーを放出して船の遮蔽を無効にしたが、核攻撃を受けて地球に不時着した。生き残ったクリーは政府に捕らえられ、核実験場に設けられた強制収容所に送られた

### 30年後の未来
30年後の未来に設定されたタイムラインにおけるクリー帝国は、皇帝ドレク8世の統治下でスクラル帝国と統合され、彼らは地球上のすべての生命を排除することに成功した。

## MCU版

### クリー人（Kree）
銀河宇宙の列強帝国“クリー”の国民であるヒューマノイド型種族。青い肌を持つ者から、地球人と同様の肌色の肌をした者や、黒人さながらの外見の者まで。3タイプの人種が存在する。
何世紀も生きられるほどの長い寿命と銀河中の種族の中でも強靭な肉体、ひどい重傷からも身体を再生できるほどの非常に高い回復力を持っており、更に彼らの体内を流れる青い血液を輸血された他の種族は、長寿化すると共に輸血前の何倍もの強力なパワーを得られる。筆記には独自の“クリー文字”を行使し、軍人たちは身元確認などのために識別コードを持つ。
我が部族が宇宙最強と自負する程の高いプライドと確然たる部族意識からか、仲間と他所者の区分を徹底している傾向が強く、“スプリーム・インテリジェンス”の指導の下、数多くの惑星を支配してクリー帝国を築き上げた。しかし、支配に従わない種族は武力で屈服、或いは滅ぼし、特に“スクラル人”とは数千年もの間、“クリー/スクラル戦争”を繰り広げてきた。
しかしそんなスクラル人や、1000年に渡って戦争を繰り広げた“ザンダー星人”とは、平和条約を結ぶくらいに近年体制が緩和していることもうかがえる。

### 指導者・人物
スプリーム・インテリジェンス（Supreme Intelligence）
演 - アネット・ベニング
日本語吹替 - 榊原良子
ロナン・ジ・アキューザー（Ronan the Accuser）
演 - リー・ペイス
日本語吹替 - 白熊寛嗣
狂信的なクリー人将軍。かつては、“アキューザーズ”の司令官であり、クリー帝国で最も力のある軍事指導者の一人だったが、現代ではザンダーと平和条約を結んだクリー帝国を弱腰と断じてサノスと結託し、テロリストとなった。
コラス・ザ・パーサー（Korath the Pursuer）
演 - ジャイモン・フンスー
日本語吹替 - 乃村健次
クリーの諜報員。1995年時には“スターフォース”の副官だったが、現代では実験的な兵器計画に志願して遺伝子改変とサイバネティックス強化を受け、ガモーラやネビュラと共に訓練・バイオアップグレードを施されたことで、ロナンの部下であるハンターになった。
ヴァース（Vers）
演 - ブリー・ラーソン
日本語吹替 - 水樹奈々
スターフォースの見習い隊員。その正体は、地球人のキャロル・ダンヴァースである。
ヨン・ロッグ（Yon-Rogg）
演 - ジュード・ロウ
日本語吹替 - 森川智之
クリー帝国の国民から英雄と慕われるスターフォースの隊長。スプリーム・インテリジェンスに対しては様付けで呼ぶほど非常に崇拝・信奉しており、スクラル撲滅に執念を燃やす。
ミン・エルヴァ（Minn-Erva）
演 - ジェンマ・チャン
日本語吹替 - 日笠陽子
登場作品 - 『キャプテン・マーベル』
スターフォースに所属するスナイパー兼遺伝子学者。ヴァースがヨン・ロッグを惹きつけていることが気に入らず、彼女を嫌って冷たく接しているが、どこか抜けている面もあり、ナーフの玩具を実銃と間違えて攻撃に使ってしまう失態を演じた。
惑星“トルファ”ではアット・ラスに擬態したスクラル人の1人を倒し、優れた狙撃の腕前を披露した。クライマックスではキャロルに挑んだほか、ヨン・ロッグの指示でニック・フューリーたちが搭乗した“クワドジェット”をポッドで追跡してドッグファイトを繰り広げるも、マリア・ランボーに撃墜され死亡する。
ブロン・チャー（Bron-Char）
演 - ルーン・タムティ
日本語吹替 - 安元洋貴
登場作品 - 『キャプテン・マーベル』
スターフォースに所属する巨漢。体躯通りの剛力を誇るだけでなく、頭の回転も速い戦士である。
だがクライマックスでは、彼の剛力を以ってしても、バイナリー・パワーに覚醒したキャロルに対抗しきれず敗北する。
アット・ラス（Att-Lass）
演 - アルゲニス・ペレス・ソト
日本語吹替 - 日野聡
登場作品 - 『キャプテン・マーベル』
スターフォースに所属する潜入活動のプロ。仲間内ではヴァースを姉のように慕っているほど彼女と親しかったらしく、クライマックスでキャロルに立ち向かった際には、彼女を取り押さえて「撃たせるな」と呼びかけるが、結局他のチームメイトと同様にあしらわれてしまう。
ソー・ラー（Soh-Larr）
演 - チュク・モデュー
登場作品 - 『キャプテン・マーベル』
クリーの諜報員。スクラルへの奇襲のためにトルファで潜入活動を行っていたが、スクラルの返り討ちに遭い、タロスに擬態されて行方不明となる。そのため、本物の彼はホログラムのみの登場である。
マー・ベル（Mar-Vell）
演 - アネット・ベニング
日本語吹替 - 榊原良子
クリーの科学者。スクラルを迫害してきたことを恥じてクリー帝国から脱走し、地球で密かにペガサス計画に参加していたが、後に裏切り者としてヨン・ロッグに射殺される。

### クリー帝国（Kree Empire）
宇宙の銀河の強大な軍事国家である列強帝国。地球をはるかに超える高度な文明を持ち、スクラル人をはじめとする対立種族とは長年の間戦争に明け暮れてきた。国民たちは、戦場に赴く優秀で気高き兵士たちこそ英雄であると崇めている。
ハラ（Hala）
登場作品：『キャプテン・マーベル』、『マーベルズ』
銀河座標“8K1M YY67A47 + 58E698L”に位置する、クリー帝国の首都惑星。地上部分は、空飛ぶビークルの往来が絶えず、軍隊の基地施設を彷彿とさせる都市群が築かれ、スターフォースの宿舎やトレーニングジム、ヘリオンの格納庫、スプリーム・インテリジェンスが控える高層ビルなどがある。地下部分にも都市が広がっており、地下鉄が走るほか、街頭ビジョンで反スクラル人運動のニュースも放送されている。
ヨン・ロッグに拉致されたキャロルも、1995年まで“ヴァース”としてこの星のスターフォースの宿舎に住んでいた。
トルファ（Torfa）
登場作品：『キャプテン・マーベル』
銀河座標“P137.T55412AS + C00876”に位置する、クリーの境界の惑星。トルファ人による文明が築かれていた様子で、1995年時のスターフォースとスクラル人の戦闘時には、砂塵が舞い上がり朽ちた寺院などの建造物が残る遺跡のような集落が戦地となり、この側には池もある。
1995年時にスクラル人たちが敵対するクリーを誘き寄せる作戦の一環としてトルファ人に擬態してこの星に待ち構え、スターフォースがソー・ラーの救出任務としてアキューザーズを同伴させてこの惑星に攻め込み、激闘が展開される。

#### 軍事組織
スターフォース（Starforce）
クリーの少数精鋭の特殊部隊。隊長のヨン・ロッグを筆頭に、各部門から選抜されたエキスパートのみが所属する。1989年に地球から連れされたキャロルも“ヴァース”としてこの部隊に所属しており、ミン・エルヴァ以外のメンバーとも良好な関係を築いていた。だが、ヴァースの「クリー人ではなく地球人である」という出自と失われた記憶の真相については本人以外皆周知しており、ヨン・ロッグらはヴァースを利用し続けるためにこの事実を彼女に長く秘匿していた。
1995年時には、スクラル撲滅のためにトルファからマー・ベルのラボ、地球までを転戦した。キャロルがスクラル側につくと、メンバー全員何の躊躇もなく彼女に戦いを挑むも、バイナリー・パワーに覚醒したキャロルに圧倒され敗北する。
アキューザーズ（Accusers）
クリーのエリート軍隊。1995年にはロナンが司令官として所属していた。隊員たちはプロテクターとモヒカン状のヘルメット、ライフルで武装している。
1995年に戦艦を運用してスターフォースに同伴し、トルファを爆撃した。後にマー・ベルのラボ一帯でフューリーたちやキャロルと激戦を展開するが、相手を倒すことはできずに撤退する。

### テクノロジー

#### スプリーム・インテリジェンス（Supreme Intelligence）
登場作品：『キャプテン・マーベル』、『マーベルズ』
クリーの叡智を集めた超高度AI。クリー帝国を統治する存在でもあるが、決して真の姿を国民に明かすことは無く、他者と接触・対話する際には相手の潜在意識内にある最も尊敬する者の姿で現れる。ヴァース/キャロルが対話をする時は、悪夢の中に出てくる謎の女性（ウェンディ・ローソン/マー・ベル）の姿で現れる。
ヴァースに対して彼女の力を高く評価し衝動的な面を諫めるなど、崇高な統治者として接するも、其の実スクラル殲滅のために、マー・ベルを裏切り者として抹殺し、キャロル/ヴァースをも利用しようと企てた首謀者だった。
キャロルがクリーに反旗を翻すと、スターフォースによって彼女に接触し、言葉巧みに服従させようとするも、キャロルが自らをただの人間であると自覚し、バイナリー・パワーを開放したことで跳ね除けられる。

#### ツール・武器
ロナン・ジ・アキューザーの装備
長大なハンマーの“コスミ・ロッド”を愛用し、伝統的なクリーの鎧を常時着用している。

コラス・ザ・パーサーの武器
現代では“N20-75 ディスラプター・ライフル”を、スターフォース副官時代には“エナジー・ソード”を駆使する。

スターフォースのツール・武器
登場作品：『キャプテン・マーベル』
スターフォースのユニフォーム

ピストル
スターフォースのメンバーの基本装備であるハンドガン。携行時はグリップのみの形状だが、使用時にバレルが伸長しハンドガンの形状となる。アット・ラスは2丁所持・使用する。スターフォースのメンバーのほかローソン/マー・ベルも使用している。
マグニトロン・ガントレット（Magnitron Gauntlets）
ヨン・ロッグやブロン・チャーが両腕に装備している手甲。反重力波を放つほか、エナジー・シールドを展開することも可能。
スナイパー・ライフル
ミン・エルヴァが愛用する狙撃用ライフル。高性能ターゲットスコープを備え、1発で複数の標的を追尾・貫通するブラストを発射する。
上記のツールの多くが放つブラストやエネルギーの色は緑色である。
ライフル
登場作品：『キャプテン・マーベル』
アキューザーズの兵士の基本装備である銃。マー・ベルのラボではマリア・ランボーも使用する。

#### 装置・ビークル
フォトン・インヒビター（Photon Inhibitor）
登場作品：『キャプテン・マーベル』
クリー人によってヴァースの首筋に取り付けられた硬貨大の小型ディスク。ヴァースはこれが自らのパワーを制御するためのものだと知らされていたが、実際は彼女が強大な力に覚醒し、謀叛を起こすことを懸念して取り付けたパワー抑制装置だった。だがキャロルがバイナリー・パワーに完全覚醒したことにより外れ、彼女は真の力を発揮するようになる。
ダーク・アスター（Dark Aster）
登場作品：『ガーディアンズ・オブ・ギャラクシー』
ロナンが所有する全幅5km の巨大宇宙戦艦。初登場時には銀河座標“T81S IS1301319 + 31N351”に位置していた。捻れた古代遺跡のような外観をした艦体で、9509年前に建造された。中央後部の4基のエンジンで飛行し、30ものセグメントから構成される両翼は、大気圏突入時に緩やかな速度で回転する。内部は薄暗い広大な空間となっており、ロナンの玉座を構えたフライトデッキに吊るされた光球に両手をかざして舵をとる。通路とデッキの間には強靭な防護ドアも備わり、艦体全体をエナジー・シールドで覆うことも可能。さらにロナンが眠るための天人の血で満たされたピットや数千機もの“ネクロクラフト”も配備されている。
ロナンらに運用され、ザンダーで“ラヴェジャーズ”や“ノバ軍”の攻撃を物ともせずに着陸させようとするが、ピーター・クイル/スター・ロードたちが乗った“ミラノ号”が右舷へ、ロケットが操縦する“ウォー・バード号”がフライトデッキに特攻したことで墜落し、大破する。
ヘリオン（Helion）
登場作品：『キャプテン・マーベル』
スターフォースが運用する青緑色の小型宇宙船。後部ハッチから乗り込み、内部はコクピットと多数のライフルが収納された武器庫・後述のポッドの格納庫のみという簡素なものとなっている。スペースジャンプが可能だが、武装は確認されていない。
スターフォースがトルファへの移動、地球に不時着してしまったヴァースと合流するまでの活動拠点として運用するも、マリア・ランボーが操縦するクワドジェットの砲撃で大破する。
スペース・ポッド
登場作品：『キャプテン・マーベル』
クリー人が運用する、大気圏内外双方での運用が可能な小型機。2種類の機体が登場し、劇中ではヘリオンに1機、マー・ベルのラボに2機格納されていた。
前者は目的地への突入用ポッドで、スターフォースのメンバー全員が搭乗でき、運用時には高速で目的地に落着する。スターフォースのメンバーがトルファの大気圏に突入直後に運用し、現地の池に落着する。
後者はミン・エルヴァが奪取・操縦したレモン色のラインの機体と、ヨン・ロッグが奪取・操縦した赤いラインの機体が登場。搭乗時にはコクピット部のキャノピーを90度展開して乗り込む。機首にある2門の砲口から放つブラストが主武装である。ミン・エルヴァ機はクワドジェットを駆るマリアとドッグファイトを展開。最終的に撃墜され大破する。ヨン・ロッグ機はキャロルとの空中戦で一度不時着するも大破はせず、彼女によってヨン・ロッグをハラへ強制送還させるために利用される。
アキューザーズの戦艦（Accuser Warship）
登場作品：『キャプテン・マーベル』
アキューザーズが運用する宇宙戦艦。当艦もスペース・ジャンプが可能で、艦内に緑のラインに光る弾道ミサイルと多数の宇宙戦闘機を搭載している。また、整然とした外観ではあるが、ロナンが運用するダーク・アスターに似通っている。
トルファでの任務には2隻が、地球への出向時には3隻がスターフォースに同伴し、ミサイルや宇宙戦闘機で攻撃するが、地球の衛星軌道上での戦闘では1隻がキャロルの特攻によって大破する。
シルバー・アスター（Silver Aster）
アキューザーズの小艦隊の中心となって運用される、ロナン専用の宇宙戦艦。
宇宙戦闘機
登場作品：『キャプテン・マーベル』
アキューザーズの戦艦に多数搭載されている、小型の宇宙艦載機。武装は機体前部から放つブラスト。身体一つで弾道ミサイルを全て破壊し挑んできたキャロルに対し、編隊を組んで発艦し、彼女を攻撃するが、全く歯が立たずに次々と破壊される。
マー・ベルのラボ（Mar-Vell's Laboratory）
マー・ベルの研究所である宇宙船。

### 各作品における描写
『ガーディアンズ・オブ・ギャラクシー』
『キャプテン・マーベル』
『マーベルズ』

## その他のメディア

### テレビアニメ
- 『X-MEN』：シーズン3第34話[注釈 5]『ジーン宇宙に散る! 不死鳥フェニックス最後の飛翔』（原題：『The Phoenix Saga, Part V: Child of Light』、トゥーン・ディズニー版サブタイトル：『フェニックスサーガ ジーンよ永遠に』）に登場。リランドラがジーン・グレイの最終的な結末について、他の2つの帝国であるクリー代表のスプリーム・インテリジェンスと無名のスクラル・クイーンと相談した[74]。
- 『ファンタスティック・フォー』：第17話『インヒューマン物語 パート3』（原題：『Inhumans Saga Part 3: Beware the Hidden Land』）にインヒューマンズ誕生の背後に関与する存在としてクリー人がフラッシュバックで登場[74]。
- 『シルバーサーファー』：第4話『The Planet of Dr. Moreau』と第11話『The Forever War』に登場。
- 『Fantastic Four: World's Greatest Heroes』：第3話『Trial by Fire』にロナン、スプリーム・インテリジェンスをはじめとするクリーが登場する[75]。
- 『アベンジャーズ 地球最強のヒーロー』：第15話『459』にマー・ベル、ヨン・ロッグ、 ロナン、カルム・ロー、そしてスプリーム・インテリジェンスが登場する[76]。
- 『ハルク: スマッシュ・ヒーローズ』 ：ロナン、スプリーム・インテリジェンスが登場する。
- 『ガーディアンズ・オブ・ギャラクシー』：ロナン、コラス、スプリーム・インテリジェンス、レイス、ファイラ＝ヴェル、ドクター・ミネルバが登場する。
- 『アベンジャーズ ・アッセンブル』：シーズン3第68話『キャプテン・マーベル』（原題：『Captain Marvel』）に登場。

### ビデオゲーム
- 『MARVEL ULTIMATE ALLIANCE』：クリーの宇宙船のコンセプトアートが紹介された。
- 『Marvel Avengers Alliance』[77]
- 『Marvel Strike Force』[78]
- 『Guardians of the Galaxy: The Telltale Series』[79]：本作ではクリーの母星とそこにいた人々はサノスによって滅ぼされたと述べられている。告発者ハラが率いるクリーのグループは、すべてのクリー人と彼女の息子を復活させるためにエタニティ・フォージを手に入れようと計画した。